# Вахтовые
Ва́хтовые (лат. Menyantháceae) — семейство растений, по современной классификации APG IV входящее в порядок Астроцветные и насчитывающее по состоянию на декабрь 2023 года 6 родов и 73 ботанических видов. Представители семейства распространены практически по всему земному шару.

## Ботаническое описание

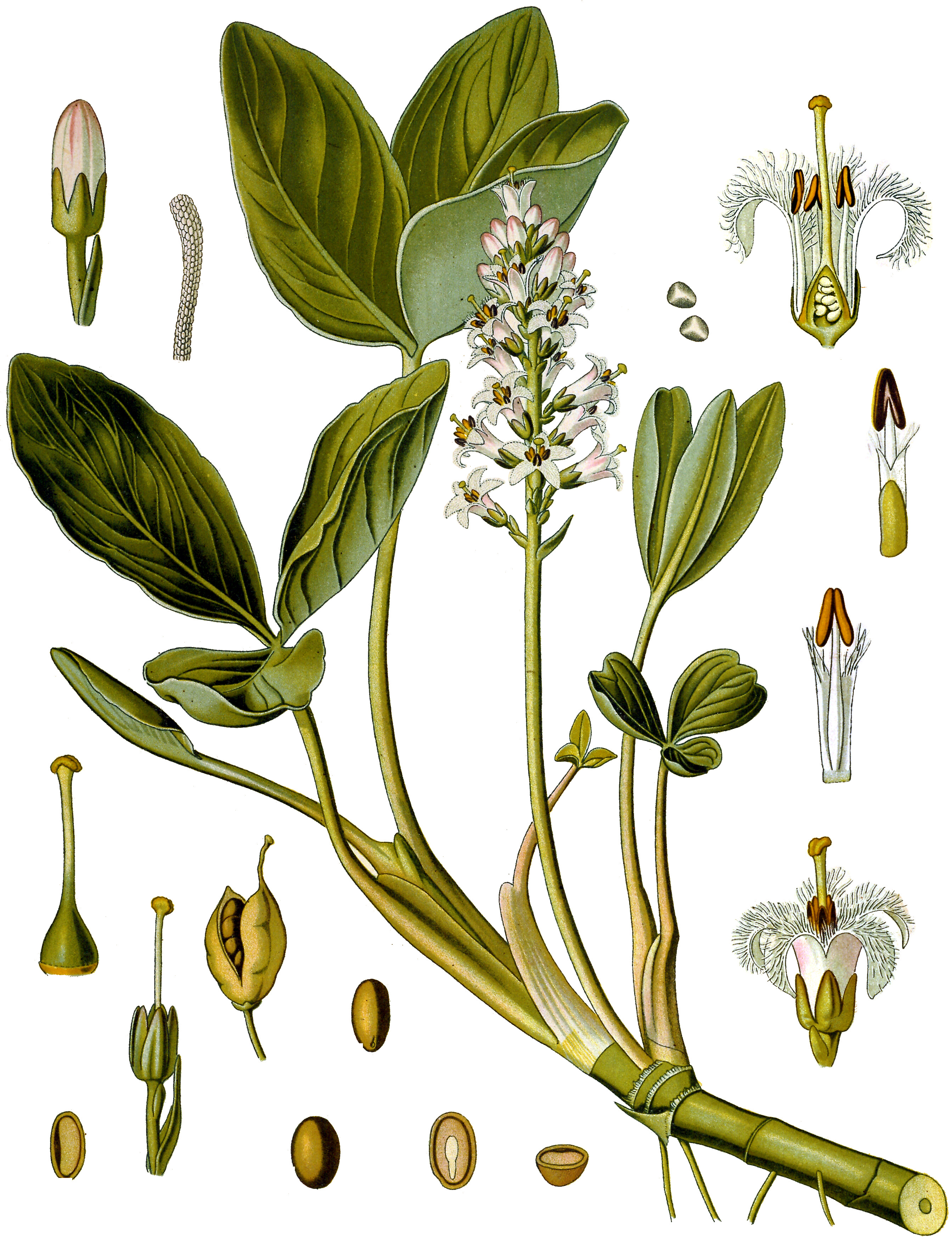
Вахта трёхлистная.

Представители семейства морфологически сходны с горечавковыми.
Все вахтовые — многолетние водно-болотные травы с простёртыми стеблями, несущими только очерёдные листья, которые оставляют на них характерные кольчатые рубцы. У болотноцветника листья и цветоножки развиваются не на главном стебле, а на длинных шнуровидных боковых, которые начинают ветвиться лишь под самой поверхностью воды.
Листья почковидные, яйцевидные, продолговатые, цельнокрайные или городчато-зубчатые и тройчатые.
Цветки белые, розовые, жёлтые, всегда пятичленные; завязь обычно верхняя, но у вилларсии полунижняя, столбик всегда хорошо развит, с двулопастным рыльцем.
Плод — коробочка, при созревании иногда не открывается или открываются короткими зубцами лишь на её верхушке. Семена с очень твёрдой кожурой, на поверхности которой часто возникают крючковатые волоски, шипики и щетинки.

## Распространение и экология
Вахта (Menyanthes) произрастает в умеренном климате Северного полушария. Болотноцветник (Nymphoides) встречается в субтропическом и тропическом климате. Nephrophyllidium растёт на Японских островах и в Северной Америке. Ареал Липарофиллума (Liparophyllum) ограничен Новой Зеландией и островом Тасмания. Вилларсия (Villarsia) представлена в Австралии и Южной Африке (один вид).

## Применение
Вахта трёхлистная широко используются в народной медицине. В её листовых пластинках и корнях содержатся горькие глюкозиды — мениантин, мелиатин, алкалоид генцианин, инулин; флавоноиды — рутин, гиперозид и другие вещества. Назначение экстрактов из вахты для лечебных целей такое же, как и горечавковых, но особенную ценность имеют общетонизирующие свойства её горечей.
Некоторые виды вахтовых используются как водные декоративные растения.

## Классификация
Ранее вахтовые относили к семейству Горечавковые в качестве подсемейства, и по многим признакам они действительно сходны. Однако обнаружилось большое число серьёзных отличий, позволивших выделить вахтовые в качестве самостоятельного семейства.

### Таксономия
Menyanthaceae Dumort., 1829, Anal. Fam. Pl. 20, 25
Семейство Вахтовые включается в порядок Астроцветные и последовательно входит в клады Кампанулиды → Астериды → Суперастериды → Эвдикоты → Цветковые растения. Таксономическая схема в соответствии с Системой APG IV по состоянию на декабрь 2023 года:
|  |                          |  |                                   |                      |                    |  | еще 10 семейств |         |  |         |
|  |                          |  |                                   |                      |                    |  |                 |         |  |         |
|  |                          |  |                                   | порядок Астроцветные |                    |  |                 |         |  |         |
|  |                          |  |                                   |                      |                    |  |                 |         |  | 73 вида |
|  | клада Цветковые растения |  |                                   |                      | семейство Вахтовые |  |                 | 6 родов |  |         |
|  | клада Цветковые растения |  |                                   |                      |                    |  |                 | 6 родов |  |         |
|  |                          |  | ещё 63 порядка цветковых растений |                      |                    |  |                 |         |  |         |
|  |                          |  |                                   |                      |                    |  |                 |         |  |         |

### Роды
- Liparophyllum Hook.f. — Липарофиллум
- Menyanthes L. typus — Вахта
- Nephrophyllidium Gilg
- Nymphoides Ség. — Болотноцветник
- Ornduffia Tippery & Les
- Villarsia Vent. — Вилларсия

## Галерея
| |  |  |  |
| Слева направо: Общий вид растения Nymphoides ezannoi. Цветки Nymphoides ezannoi и Villarsia capensis. Срез стебля Вахты трёхлистной. |  |  |  |